# Kabinett Mosche Scharet I
Das Kabinett Mosche Scharet I (hebräisch ממשלת ישראל החמישית) ist die dritte Koalitionsregierung während der Zweiten Legislaturperiode der Knesset, die von Mosche Scharet am 26. Januar 1954 gebildet wurde. Es ist die erste Regierung seit der Israelischen Unabhängigkeitserklärung ohne David Ben-Gurion als Ministerpräsident. Die erneute Regierungsbildung wurde notwendig, weil David Ben-Gurion von seinem Amt als Ministerpräsident des Vierten Kabinetts zurücktrat.
Die Koalitionsregierung bestand wie die letzte Regierung aus Mitgliedern der Parteien: Mifleget Poalei Eretz Israel, HaPo’el haMisrachi, Geistiges Zentrum, Allgemeine Zionisten, Progressive Partei und den drei arabische Israelis vertretenden Parteien: Reschima Demokratit leʿAravei Jisraʾel, Qidma weʿAvoda und Chaqlaʾut uFittuach.
Nach dem Rücktritt von Pinchas Lawon im Zuge der Lawon-Affäre am 21. Februar 1955 übernahm David Ben-Gurion das Amt als Verteidigungsminister.
| Kabinett Mosche Scharet I                           | Kabinett Mosche Scharet I                                                             | Kabinett Mosche Scharet I | Kabinett Mosche Scharet I    |
| Position                                            | Person                                                                                | Bild                      | Partei                       |
| --------------------------------------------------- | ------------------------------------------------------------------------------------- | ------------------------- | ---------------------------- |
| Ministerpräsident Außenminister                     | Mosche Scharet                                                                        |                           | Mifleget Poalei Eretz Israel |
| Landwirtschaftsminister                             | Fritz Naphtali                                                                        |                           | Mifleget Poalei Eretz Israel |
| Verteidigungsminister                               | Pinchas Lawon (bis zum 21. Februar 1955) David Ben-Gurion (nach dem 21. Februar 1955) |                           | Mifleget Poalei Eretz Israel |
| Ministerium für Landesentwicklung                   | Dov Yosef                                                                             |                           | Mifleget Poalei Eretz Israel |
| Bildungsminister                                    | Ben-Zion Dinur                                                                        |                           | Kein Mitglied der Knesset    |
| Finanzminister                                      | Levi Eschkol                                                                          |                           | Mifleget Poalei Eretz Israel |
| Gesundheitsminister                                 | Josef Serlin                                                                          |                           | Allgemeine Zionisten         |
| Innenminister                                       | Jisra’el Rokach                                                                       |                           | Allgemeine Zionisten         |
| Justizminister                                      | Pinchas Rosen                                                                         |                           | Progressive Partei           |
| Minister für Arbeit                                 | Golda Meir                                                                            |                           | Mifleget Poalei Eretz Israel |
| Minister für die öffentliche Sicherheit             | Bechor-Schalom Schitrit                                                               |                           | Mifleget Poalei Eretz Israel |
| Postminister                                        | Josef Burg                                                                            |                           | HaPo’el haMisrachi           |
| Minister für Religion Minister für Wohlfahrt        | Chaim-Mosche Schapira                                                                 |                           | HaPo’el haMisrachi           |
| Minister für Handel und Industrie                   | Peretz Bernstein                                                                      |                           | Allgemeine Zionisten         |
| Transportminister                                   | Josef Sapir                                                                           |                           | Allgemeine Zionisten         |
| Minister ohne Geschäftsbereich                      | Zalman Aran                                                                           |                           | Mifleget Poalei Eretz Israel |
| Stellvertretender Bildungsminister                  | Kalman Kahana                                                                         |                           | Poalei Agudat Jisra’el       |
| Stellvertretender Minister für Handel und Industrie | Salman Susajew                                                                        |                           | Allgemeine Zionisten         |